# 金蛹筆螺
金蛹筆螺（学名：Nebularia vexillum）为筆螺科圓筆螺屬下的一个种。